# Vilhelm Hultkrantz
Johan Vilhelm Hultkrantz, född 11 december 1862 i Uppsala, död 14 februari 1938 i Uppsala, var en svensk läkare (anatom) och akademiker engagerad i rasforskning, son till Klas Adolf Hultkrantz och friherrinnan Ingeborg Mathilda Rappe. 

## Biografi
Hultkrantz studerade i Uppsala och Stockholm, blev medicine kandidat 1888 och medicine licentiat 1891. År 1897 blev han medicine doktor vid Karolinska institutet och förordnades samma år till docent i anatomi där. Åren 1885–89 var han amanuens och laboratorietekniker vid den fysiologiska institutionen i Uppsala, 1892–94 lärare i anatomi och fysiologi samt i kirurgi vid Sophiahemmets sjuksköterskeskola samt 1894–99 prosektor vid Karolinska institutet. År 1899 blev han extraordinarie och 1909 ordinarie professor vid Uppsala universitet. Han var även en mycket verksam ledamot i kommittén för reformer av det medicinska undervisningsväsendet. Hultkrantz blev ledamot av Vetenskapssocieteten i Uppsala 1914. Han emeriterades 1927.
Hultkrantz verksamhet kretsade kring anatomi (osteologi, ledmekanik), antropolog (kraniologi, kroppsmått), och rasbiologi. Han var starkt engagerad i rasbiologin och författade tillsammans med Wilhelm Björck och Herman Lundborg den riksdagsmotion som påkallade skapandet av Statens institut för rasbiologi 1921.
Vilhelm Hultkrantz ligger begravd på Uppsala gamla kyrkogård.